# Paolo Barelli
Paolo Barelli (Italia, 7 de junio de 1954) es un nadador italiano retirado especializado en pruebas de estilo libre, donde consiguió ser medallista de bronce mundial en 1975 en los 4 x 100 metros estilo libre.

## Carrera deportiva
En el Campeonato Mundial de Natación de 1975 celebrado en Cali (Colombia), ganó la medalla de bronce en los relevos de 4 x 100 metros estilo libre, con un tiempo de 3:31.85 segundos, tras Estados Unidos (oro con 3:24.85 segundos que fue récord del mundo) y Alemania del Oeste (plata con 3:29.55 segundos).